# Kyryjiwka
Kyryjiwka (ukr. Кириївка his. pol. Kirejówka, Kiryjówka) – wieś na Ukrainie, w obwodzie żytomierskim, w rejonie żytomierskim, w hromadzie Lubar. W 2001 liczyła 614 mieszkańców, wśród których 612 wskazało jako ojczysty język ukraiński, a 2 rosyjski.

## Urodzeni w Kyryjiwce
- Wojciech Świętosławski –  polski fizykochemik, profesor Uniwersytetu Warszawskiego i rektor Politechniki Warszawskiej, senator RP, minister wyznań religijnych i oświecenia publicznego[3].